# Зворник – Сараєво – Зениця
Зворник — Сараєво — Зениця — газопровід у Боснії і Герцеговині. Станом на 2017 рік єдиний, через який здійснюється постачання до країни блакитного палива.
В 1975 році ввели в дію інфраструктуру для подачі природного газу з СРСР до Угорщини, що уможливило його подальший транзит до Югославії. В 1979-му почалось перекачування ресурсу по території Сербії через газопроводи Хоргош — Батайніца та Батайніца — Зворник, після чого блакитне паливо потрапляло до Боснії і Герцеговини, де його основним споживачем мав стати металургійний завод у Зениці.
Перша ділянка довжиною 117 км прямує від Зворника на південний захід у напрямку Сараєво, де забезпечує ресурсом місцеву розподільчу мережу, яка постачає промислових споживачів, підприємства теплопостачання та індивідуальних споживачів. Спорудження цієї частини системи було профінансовано за рахунок позики Світового банку.
Наступна ділянка довжиною 65 км починається в районі Semizovac на північній околиці Сараєво та прямує у північно-західному напрямку до Зениці, при цьому на своєму шляху вона також живить цементний завод у Какані. Будівництво другої ділянки фінансувалось коштами згаданого вище металургійного комбінату.
Максимальна проектна пропускна здатність газопроводу становила 1,26 млрд м3 на рік. У 1990 році, напередодні громадянської війни, поставки досягли свого історичного піку з показником 0,6 млрд м3. По завершенні бойових дій вони відновились, проте наразі менші від довоєнних. Так, в 2006 країною було спожито 0,4 млрд м3, а в середині 2010-х цей показник складав 0,2 млрд м3 на рік.
Враховуючи проходження газопроводу через територію Республіки Сербської (40 км від Зворника до Кладані) та його живлення з території Сербії, влада Федерації Боснії та Герцеговини висловлює бажання спорудити інші точки входу до газотранспортної системи країни. Зокрема, розглядається спорудження трубопроводів Слободниця — Зениця та Загвозд — Зениця.
Також можливо відзначити, що в 2018 році розпочали проект розвитку дистрибуційної газової мережі в Зениці.